# Borsos Balázs
Borsos Balázs (Budapest, 1961. március 14. –) magyar etnográfus, a Magyar Tudományos Akadémia rendes tagja. Az MTA Bölcsészettudományi Kutatóközpont Néprajztudományi Intézet igazgatóhelyettese, kutatóprofesszora. Kutatási területei az ökológiai antropológia, etnokartográfia és afrikanisztika.

## Életútja
1987-ben végzett geológus–geomorfológusként az Eötvös Loránd Tudományegyetemen. Ugyanitt egy évvel később etnográfus, majd 1993-ban videó-szerkesztői képesítést szerzett, 1996-ban pedig a Színház- és Filmművészeti Egyetemen rövidfilm-rendezői diplomát kapott. Kandidátus értekezését 1994-ben védte meg, 2010-ben az MTA doktora címet szerzett. 2019-ben a Magyar Tudományos Akadémia levelező, 2025-ben pedig rendes tagjává választották. 2020 és 2023 közt az MTA I. Nyelv- és Irodalomtudományok osztályának elnökhelyettese. 2023-ban az osztály elnökének választották. 1987 óta dolgozik az MTA (közben többször is átnevezett/átszervezett) Néprajztudományi Intézetében, mely jelenleg az ELKH-hoz tartozó Bölcsészettudományi Kutatóközpont tagja. 2010-ben nevezték ki tudományos tanácsadónak, 2020-ban kutatóprofesszornak. 2002 óta az intézet tudományos igazgatóhelyettese. Fő kutatási területe: ökológiai antropológia, etnokartográfia, afrikanisztika. Több dokumentumfilmet készített Magyarországon, Romániában, Peruban és Bolíviában, néprajzi terepmunkát végzett Kelet-Afrikában, Ukrajnában és Magyarországon. (Társ-)szerzője kilenc könyvnek és számos tudományos közleménynek magyar, német, angol és más nyelveken, ezenkívül kilenc angol regényt, illetve novelláskötetet és több szakmai tanulmányt fordított le magyarra.

### Oktatói tevékenysége
1990-től 1992-ig az Eötvös Loránd Tudományegyetem Bölcsészettudományi Kar (ELTE BTK) Kulturális Antropológia Program, 1997-től 2020-ig pedig az ELTE BTK Európai Etnológia Doktori Programjának volt megbízott előadója. 1993-tól 2009-ig a Miskolci Egyetem BTK Kulturális és Vizuális Antropológia Tanszékén tanított 1998-tól docensként. 2020-tól a Debreceni Egyetem BTK Néprajzi Tanszékének egyetemi tanára.

## Díjak, kitüntetések
- 1994 MTA, Akadémiai Ifjúsági Díj
- 1995 Magyar Néprajzi Társaság Jankó János Díja
- 2012 Magyar Néprajzi Társaság Györffy István emlékérem
- 2014 MTA, Akadémiai Díj[1]
- 2018 Magyar Érdemrend Tisztikeresztje polgári tagozata

## Ösztöndíjak
- 1992-93. Europa Institut Budapest, Wien
- 1998-2000 Bolyai János Kutatási Ösztöndíj
- 2000-2001, 2004 Humboldt-ösztöndíj, Bonni Egyetem, Néprajz Tanszék
- 2016 Humboldt-ösztöndíj, Müncheni Egyetem, Etnológiai Tanszék

## Munkásság

### Terepmunka
- 1984-85 Tanzánia, Kenya, Uganda, Zaire, Ruanda, Burundi - vulkán- és karsztmorfológia
- 1986 Kanada, Amerikai Egyesült Államok - természeti földrajz, földrajzi övezetesség
- 1990-1991 Szovjetunió, Ukrajna, Szernye-mocsár vidéke - népi temetkezés
- 1989-1993 Bodrogköz - ökológiai antropológia

## Fontosabb publikációk magyar nyelven
Teljes publikációs lista
- 1995 A kérdőívtől a clusteranalízisig. Természettudományos módszerek alkalmazása a néprajzban. Ethnographia 106(1): 16-25.
- 1998 Matatuháton Afrikában (társszerző: Móga János). Budapest: Osiris. 185 p. + 64 színes fénykép.
- 1998 Szafari a pále, pále. A gróf Teleki Samu vezette expedíció (1887-1888) szerepe és jelentősége Kelet-Afrika néprajzi feltárásában. Magyar Etnológia 3. Budapest: MTA Néprajzi Kutatóintézet. 235 p.
- 2000 Vadészakról Vadnyugatra. Budapest: Osiris. 315 pp. + 5 térkép + 70 színes fénykép.
- 2000 Három folyó között. A bodrogközi gazdálkodás alkalmazkodása a természeti viszonyokhoz a folyószabályozási munkák idején (1840-1910). Budapest: Akadémiai. 321 p. + 6 térkép
- 2004 Elefánt a hídon. Gondolatok az ökológiai antropológiáról (Borsos Béla, Kiss Lajos András és Lányi András vitacikkeivel). Budapest: L’Harmattan. 161 p.
- 2011 Dunántúl, Kisalföld, Alföld. A magyar népi kultúra régiói I. Budapest: M-érték Kiadó. 406 p.
- 2011 A magyar népi kultúra regionális struktúrája a Magyar Néprajzi Atlasz számítógépes feldolgozása fényében I-II. Budapest: MTA Néprajzi Kutatóintézet. 563 + 354 p.
- 2013 A kérdőívtől a clusteranalízisig. A második olvasat. Ethnographia 124(3):364-376.
- 2017 Sűrű leírás – operacionális modell – hipermediális elemző környezet. A magyarázat szerepe a néprajztudományban. In: Tolcsvai Nagy Gábor szerk. Megértés és megértetés. A magyarázat a bölcsészettudományokban. Budapest: Gondolat. 76-95.
- 2022 Az ökológiai lábnyom mint kultúrák összehasonlításának eszköze? Budapest: MTA, 57 p.

## Fontosabb publikációk idegen nyelven
- 2001 Möglichkeiten und Grenzen der Bestimmung kultureller Regionen mittels elektronischer Verarbeitung der Daten des Atlas der deutschen Volkskunde am Beispiel des Rheinlandes. Rheinisch-westfälische Zeitschrift für Volkskunde 46. 9-67.
- 2003 From Land-Use to Overuse of Land. The Changing of Environment and Land-Use in the Bodrogköz in Northeastern Hungary in the 19th Century Due to the Channelization of Rivers. In: Benzing, Brigitte – Herrmann, Bernd (eds.) Exploitation and Overexploitation in Societies Past and Present. IUAES Series 1. Münster: LIT Verlag. 115-120.
- 2004 Whose Merit Is it Anyway? The Evaluation of Count Teleki and Ritter von Höhnel’s Roles in the Teleki Expedition to East Africa in 1887-1888. In: Feest, Christian F. et al. (Hrsg.) Archiv für Völkerkunde 54. Wien: Freunde der Völkerkunde. 27-47.
- 2005 Photos of the Teleki Expedition and the Emergence of Photography in African Field-Studies. Volkskunde in Rheinland-Pfalz 19(2): 113-135.
- 2007 On the Possibilities of Computer-assisted Processing of European Atlases of Ethnography. Rheinisch-westfälische Zeitschrift für Volkskunde 52. 183-214.
- 2011 Reki, blata u zemedelszki zemi. Iszledovatelszki perszpektivi za ekologicsnata isztorija na Ungarija csrez primeri ot Bodrogköz Szeveroisztocsna Ungarija. Bulgarszki Folklor, 38(1): 110-127.
- 2013 Kulturregionen des ungarischen Sprachgebietes. Der Volkskunde Atlas von Ungarn und die Methode der Clusteranalyse. In: Alzheimer, Heldrun – Doering-Manteuffel, Sabine – Drascek, Daniel – Treiber, Angela (Hrsg.) Jahrbuch für europäischen Ethnologie 8. 2013. Ungarn. Ferdinand Schönigh: Paderborn et al. 17-54.
- 2017 Ecology + Anthropology = Ecological Anthropology? Acta Ethnographica Hungarica 62(1): 31-52.
- 2017 Ecological Concepts and Categories in Ecological Anthropology. Acta Ethnographica Hungarica 62(1): 53-68.
- 2017 The Regional Structure of Hungarian Folk Culture. New York–Münster: Waxmann. 436.p.
- 2022 Társszerkesztők: Cseh Fruzsina, Mészáros Csaba: Reckoning and Framing. Current Status and Future Prospects of Hungarian Ethnography in the 21st Century. Münster–New York: Waxmann, 366 p.

## Fontosabb fordítások
- 2002 Ransome, Arthur: Titkos-tenger (Secret Water), Budapest: Magyar Könyvklub
- 2003 Ransome, Arthur: Piktek és mártírok (The Picts and the Martyrs), Budapest: Magyar Könyvklub
- 2010 Ransome, Arthur: Fecskék és Fruskák, a madárvédők (Great Northern?), Budapest: Noran
- 2014 Ransome, Arthur: Fecskék és Fruskák: Szárcsaklub (Coot Club), Budapest: Ciceró
- 2016 Wodehouse, P. G.: Fodrász és főnemes (If I Were You), Budapest: Ciceró
- 2017 Wodehouse, P. G.: Amikor egy francia angolosan távozik (French Leave), Budapest: Ciceró
- 2020 Wodehouse, P. G.: Anonim Agglegények Klubja (Bachelors Anonymous), Budapest: Ciceró
- 2022 Wodehouse, P. G.: Semmi komoly (Nothing Serious), Budapest: Ciceró
- 2023 Wodehouse, P. G.: Betty és a herceg (The Prince and Betty), Budapest: Ciceró

## Fontosabb filmek
- Dreaming about a Place (angol nyelvű, rendező-operatőr) (1991)
- "A lepra nagy úr..." (társrendező-operatőr) (1992)
- Halottak Húsvétja (társrendező-operatőr) (1992)
- Mi is az az ökofalu? (rendező-operatőr) (1992)
- Magyarok Karácsonya külföldön (társrendező-társoperatőr) (1992)
- A telepesek érkezése (rendező-operatőr) (1993, angol változat:1994)
- Mi van a lábunk alatt? (videoinstalláció) (rendező) (1996)
- Birth of an Object. László Lukácsi glass-designer (rendező-operatőr) (1997)
- A nap fiainak földjén I. Fejős Pál nyomában az inkák szent völgyében (rendező-operatőr) (1997-1998)
- A nap fiainak földjén II. A raktárvölgy (rendező-operatőr) (1997-1998)

### Főiskolai vizsgafilmek
- Füstfaragók (rendező)(1994)
- Az ammonitesz (rendező)(1995)
- Kaptárkövek a Bükkalján (rendező) (1995)
- Fel és le az Egyenlítőn (rendező-operatőr) (1996)

## Társadalmi tevékenység

### Aktuális szervezeti tagságok, tisztségek (2023)
- 2001- Magyarországi Humboldt Egyesület (tag)
- 2003- IUAES Magyar Nemzeti Bizottság (titkár)
- 2003- MTA Néprajztudományi Bizottság (tag)
- 2004- Magyar Néprajzi Társaság Választmánya (tag)
- 2009- ELTE BTK Habilitációs Bizottság (tag)
- 2015- Acta Etnographica Hungarica Szerkesztőbizottsága (tag)
- 2018- MTA Kommunikáció- és Médiatudományi Állandó Bizottság (tag)
- 2019-2023 Eötvös Loránd Kutatási Hálózat Irányító Testülete (tag)
- 2020- MTA Zenetudományi Bizottság (tag)
- 2020- MTA Színház- és Filmtudományi Állandó Bizottsága (tag)
- 2023- MTA Nyelv- és Irodalomtudományok Osztálya (elnök)